# دیل دابون
دیل دیبان (انگلیسی: Dale DaBone؛ زاده ۸ ژانویهٔ ۱۹۷۲) یک بازیگر پورنوگرافی اهل ایالات متحده آمریکا است.